# Bryum cyathiphyllum
Bryum cyathiphyllum là một loài Rêu trong họ Bryaceae. Loài này được Dixon & Herzog mô tả khoa học đầu tiên năm 1937.